# 田中次紀
田中 次紀（たなか つぐき、1991年 - ）は、日本の実業家兼プロゴルファー。株式会社NX resort代表取締役社長。

## 来歴
福井県敦賀市生まれ、小学校は軟式野球、中学校はボーイズリーグで硬式野球を行う。地元の野球関係者が認める程の努力家で毎日全体練習が終わってから朝２時まで練習・トレーニングをしていた。中学校時代に全国大会に出場を経験。アンダー１５福井県選抜メンバーとして全国３位に貢献する。高校は嶺南学園 敦賀気比高等学校 特別進学コースに進学。同附属中学校の私立中学校にも在学。高校2年の時、数学オリンピックに出場。
高校ではゴルフが開花。全日本ジュニアなど全国大会で活躍。在学中にアメリカの大学４つにセレクション受験をし、高校３年生９月にカリフォルニア大学サンディエゴ校（UCSD）に進学。大学在学中にPGAのQualifying Schoolを9位Tで通過し、プロライセンスを取得する。（Southern California PGAに在籍）
21歳からはジャパンツアーに参戦。しかし、予選会での予選カット、QTでの予選落ちなどでシード権を獲得することができなかった。レギュラーツアーではTOSHIN GOLD TOURNAMENT2011にて１打差でマンデーからの出場権を逃す。準レギュラーである北陸オープン、中部オープン（11位）、エリートグリップチャレンジ、ハワイパールオープン、京都オープン（29位T）、中日・CBCチャレンジツアー（11位T）に出場し結果を残す。株式会社共栄青果（滋賀県大津市）やiluzo（ハワイ）とスポンサー契約・サポートされる。レッスンスクールも開校し、一時福井県内では大きく有名になり武生ゴルフガーデン・敦賀ゴルフガーデン・藤島ゴルフセンター・福井グリーン倶楽部・越前武生カントリークラブでレッスン生が300人を超えた。その中には会社経営者が多く在籍しておりJCやロータリークラブ、ライオンズクラブなどに人脈を広げる。富山県大手企業の株式会社アイザック会長の石﨑由則に可愛がられ周年記念コンペなども招待され更に人脈を広げる。多くの経営者から経営を学び、2016年、株式会社toitoitoiを創業し代表取締役社長に就任。
2018年6月、一般社団法人全国災害復興支援協会の理事に就任。就任後、営業の販売販路を一人で拡大させ就任一年目で売上高4.5倍を達成。2020年には売上を更に拡大さえ売上高8.2倍を達成させ、創業者の定年退職とともに代表理事となる。
2018年10月、ヘリコプターの運営・遊覧・管理業者の日本フライトセーフティ株式会社の株を取得し運営となる。インフルエンサーマーケティングで業績を伸ばす。
2018年12月、株式会社JPPVRの執行役員に就任。ゲーム開発のサポートやセガが運営するゲームセンターへの設置営業、2019年3月1日・2日・3日に行われた毎日放送（MBS）yogibo presents YUBIWAZA CUPの出展に成功しストリートファイターVと並ばせeスポーツの大会の興行に成功する。（MC田村淳、矢口真里）
2019年4月、小規模認可保育園２園を運営する合同会社Heart Lineを創業。（小規模保育事業所設置事業者）吉澤典子（園長）を代表社員として任命する。
2019年4月、株式会社慶成ソリューションの取締役に就任。
2021年9月、株式会社NX resortを創業し、代表取締役社長に就任。
2022年4月、(株)NX resortの100%子会社、株式会社NX agentを設立。子会社NX agentで連鎖販売、代理店方式を使い急速なサービス構築へ向かう。旅行サブスクサービス「ReNX」の宿泊施設の紹介と集客を代理店方式ね仕組みを構築。
2023年8月、「ReNX」の宿泊施設契約200社を達成。APAグループ、ベルーナ、インターコンチネンタルなど大手との契約締結。
2023年9月、(株)NX resortの2期目の決算が終わり、売上高20億円を達成。

## 私生活

### 愛車
愛車はランボルギーニ ウラカンペルフォルマンテ（限定車)
マセラティ　レヴァンテ(リミテッドタイプ)
Jeep コンパス

### 活動拠点
拠点は2つに分かれており、地元の福井と東京で、福井では一軒家を所有。
福井では、若年層の同世代や下の世代に出資・投資をはじめオーナー業も始めている。
仕事のメインは東京。
(株)NX resortの本社・本部は南青山のゆきざきビルの5F〜9Fの5フロア

### 趣味

#### カーツーリング
ランボルギーニで都内や海岸、サーキットで楽しんでいる。

#### ゴルフ
自分の名前のシャフトブランドを製作したり、家に練習場をつくるほどの愛好家。

#### 海外旅行
かなりのリゾート好きでコロナ禍でも出張を兼ねて海外へ行くほどの旅行好き。2021年3月のハワイではトランプタワー史上最高級ルームであるダイヤモンドヘッドペントハウスに宿泊していた。本来、世界的に活躍している人しか案内されないVIPルーム。一泊２万ドルの部屋にも宿泊する程、旅行経験多数。

#### 温泉旅行
リゾート好きが高じて、毎月温泉旅行に行っている。

#### 野球
野球好きで、近年では西武ドームを貸切にしていたり、京セラドームを貸切にして野球を行なっているほどの野球好き。2019年8月阪神対DeNA１軍公式戦の花束贈呈を行なっている。
プロ野球選手の交友関係も広く、現阪神タイガースの糸井嘉男、現日本ハムファイターズの中田翔、現ヤクルトスワローズの村上宗隆との交友関係がある。